# بيت الاشجان (العدين)

تعديل مصدري - تعديل

بيت الاشجان محلة تابعة لقرية الجنيد، التابعة لعزلة بني هات بمديرية العدين إحدى مديريات محافظة إب في الجمهورية اليمنية، بلغ تعداد سكانها 23 حسب تعداد اليمن لعام 2004.